# The Unknown Soldier
„The Unknown Soldier“ je píseň americké skupiny The Doors, která vyšla v březnu 1968 jako singl k albu Waiting for the Sun. Skladba byla jakousi reakcí zpěváka skupiny Jima Morrisona na válku ve Vietnamu („The Unknown Soldier“ by se dal přeložit jako „Neznámý voják“). V hudebním žebříčku Billboard se skladba vyšplhala na 39. místo.